# Trübungsfaktor
Der Trübungsfaktor oder Trübungsindex bezeichnet eine Zusammenfassung von Streu- und Absorptionsverlusten in der Erdatmosphäre. Er beschreibt, wie rein die Atmosphäre ist, und gibt an, wie vielen Rayleigh-Atmosphären der Zustand der Atmosphäre entspricht. Ein Trübungsfaktor von 1 entspricht hierbei einer idealen Atmosphäre. 

## Hintergrund
Allgemein ist der Trübungsfaktor abhängig von der Anzahl der in der Luft enthaltenen Partikel. Somit ist er in einer Stadt oder in Industriegebieten höher als in Bereichen mit einer geringen Umweltverschmutzung. Weitere zeitliche Schwankungen kommen dadurch hinzu, dass der Wassergehalt der Luft zwischen Sommer (mehr Wasserdampf) und Winter (weniger Wasserdampf) schwankt.

## Verwendung
Trübungsfaktoren werden u. a. für die Einschätzung des solaren Strahlungsangebots herangezogen, wie es z. B. bei der Planung einer Photovoltaikanlage der Fall ist.